# Berdiansk
Berdiansk (en ukrainien : Бердянськ ; en russe : Бердянск) est une ville de l'oblast de Zaporijjia, en Ukraine, et le centre administratif du raïon de Berdiansk. Sa population s'élevait à 107 928 habitants en 2021.

## Géographie
Berdiansk est située dans le sud-est de l'Ukraine, au bord de la mer d'Azov. Elle occupe le nord-est de la baie de Berdiansk, limitée à l'est par un cordon littoral ou flèche de Berdiansk (Бердянская коса), qui est longue d'environ 15 km et à l'extrémité de laquelle s'élève un phare.
Berdiansk se trouve à 173 km — 196 km par la route — au sud-est de Zaporijjia et à 72 km au sud-ouest de Marioupol.

## Histoire
La ville a été fondée en 1827 sous le nom de Koutour-Ogly. Elle fut rebaptisée Novonogaïsk en 1830 et reçut le statut de ville en 1835. Son nom actuel de Berdiansk lui fut donné en 1842. Entre 1939 et 1958, la ville était connue sous le nom d'Ossipenko, emprunté à un village voisin.
Berdiansk est une station de cure, connue notamment pour ses bains de boue, et une station balnéaire ensoleillée. Elle reçoit plus de 500 000 visiteurs par an. La ville possède une galerie de peintures, un musée de sciences naturelles, un institut pédagogique et un collège de médecine. En 2005, un musée municipal d'histoire a été ouvert.

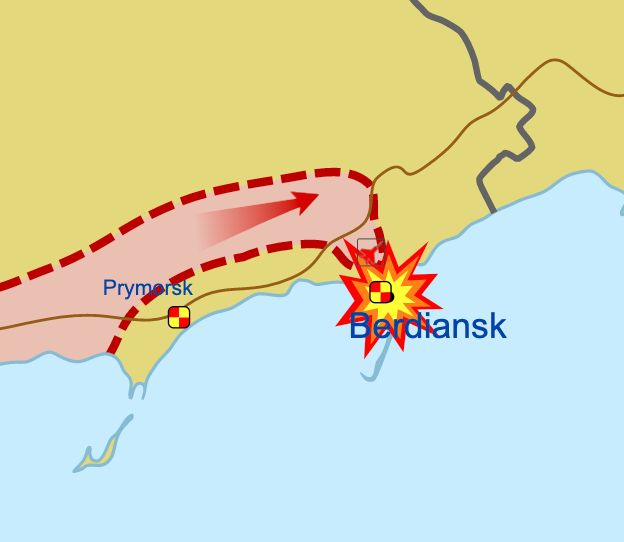
Carte de l'attaque de la ville en 2022.

Le 27 février 2022, la ville est prise par les forces armées de la fédération de Russie dans le cadre de leur invasion de l'Ukraine. Les sources ukrainiennes affirment qu'un navire de débarquement de la classe Alligator (navire de débarquement/navire d'assaut amphibie), le Saratov, a été détruit dans le port. Cette affirmation est démentie par les sources russes,, puis confirmée par des sources indépendantes.
Le 5 mai 2024, à Berdiansk, Yevgeniy Ananievsky, un fonctionnaire nommé par la Russie qui serait responsable de la mise en place de chambres de torture dans l'oblast occupé de Zaporijjia, a été éliminé après l'explosion d'une bombe dans sa voiture,.

## Population
Recensements ou estimations de la population :
| 1838  | 1873   | 1897*  | 1923*  | 1926*  | 1939*  |
| ----- | ------ | ------ | ------ | ------ | ------ |
| 3 200 | 20 800 | 26 496 | 21 897 | 26 409 | 51 681 |

| 1959*  | 1970*   | 1979*   | 1989*   | 2001*   | 2010    |
| ------ | ------- | ------- | ------- | ------- | ------- |
| 65 249 | 100 133 | 122 109 | 132 644 | 121 692 | 117 517 |

| 2011    | 2012    | 2013    | 2014    | 2015    | 2016    |
| ------- | ------- | ------- | ------- | ------- | ------- |
| 117 149 | 116 563 | 116 034 | 115 500 | 115 054 | 114 205 |

| 2017    | 2018    | 2019    | 2020    | 2021    | - |
| ------- | ------- | ------- | ------- | ------- | - |
| 113 139 | 111 740 | 110 455 | 109 187 | 107 928 | - |

## Économie

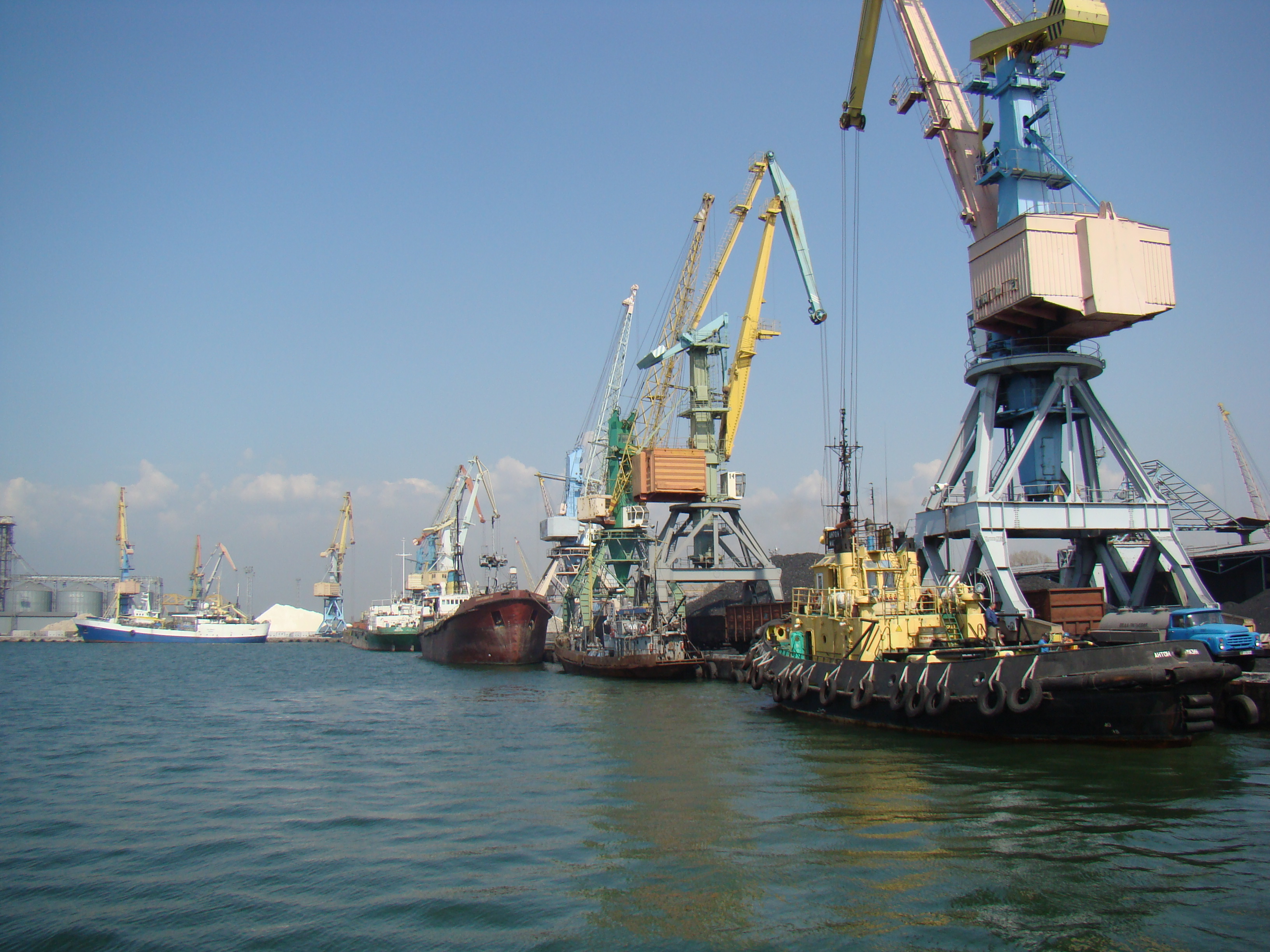
Le port.

Berdiansk est une ville industrielle, dont les principales entreprises sont Azovkabel (câbles), Azmol (lubrifiants), Azovselmach (machines agricoles), Youjhidromach. On y trouve aussi une raffinerie de pétrole et quelques industries légères (traitement du poisson, etc.).
Berdiansk est également un port de commerce et de pêche et un important nœud ferroviaire ayant ses gare de Berdiansk et gare du port de Berdiansk ainsi que son aéroport.

## Personnalités
Personnalités natives de Berdiansk :
- Ivan Missane (1903-1980), lieutenant général soviétique.
- Olga Kurylenko (née en 1979), mannequin et actrice franco-ukrainienne.
- Waldemar Haffkine (1860-1930), scientifique russe, puis suisse et britannique.

## Monuments
- Monument Bender et Balaganov,
- Église luthérienne de Berdiansk construite en style néogothique en 1901-1903.

### Images

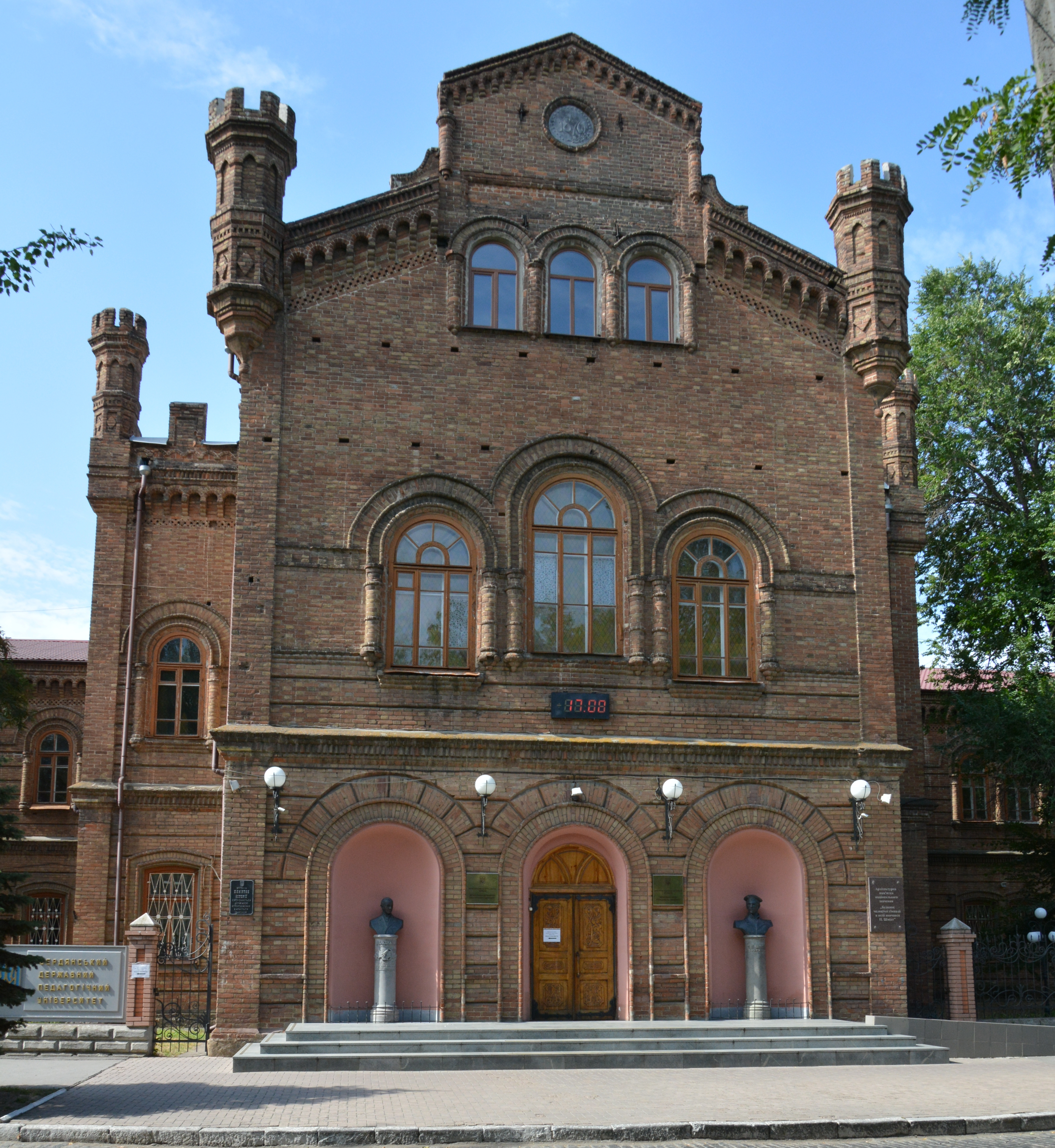
Gymnasium classé[9],
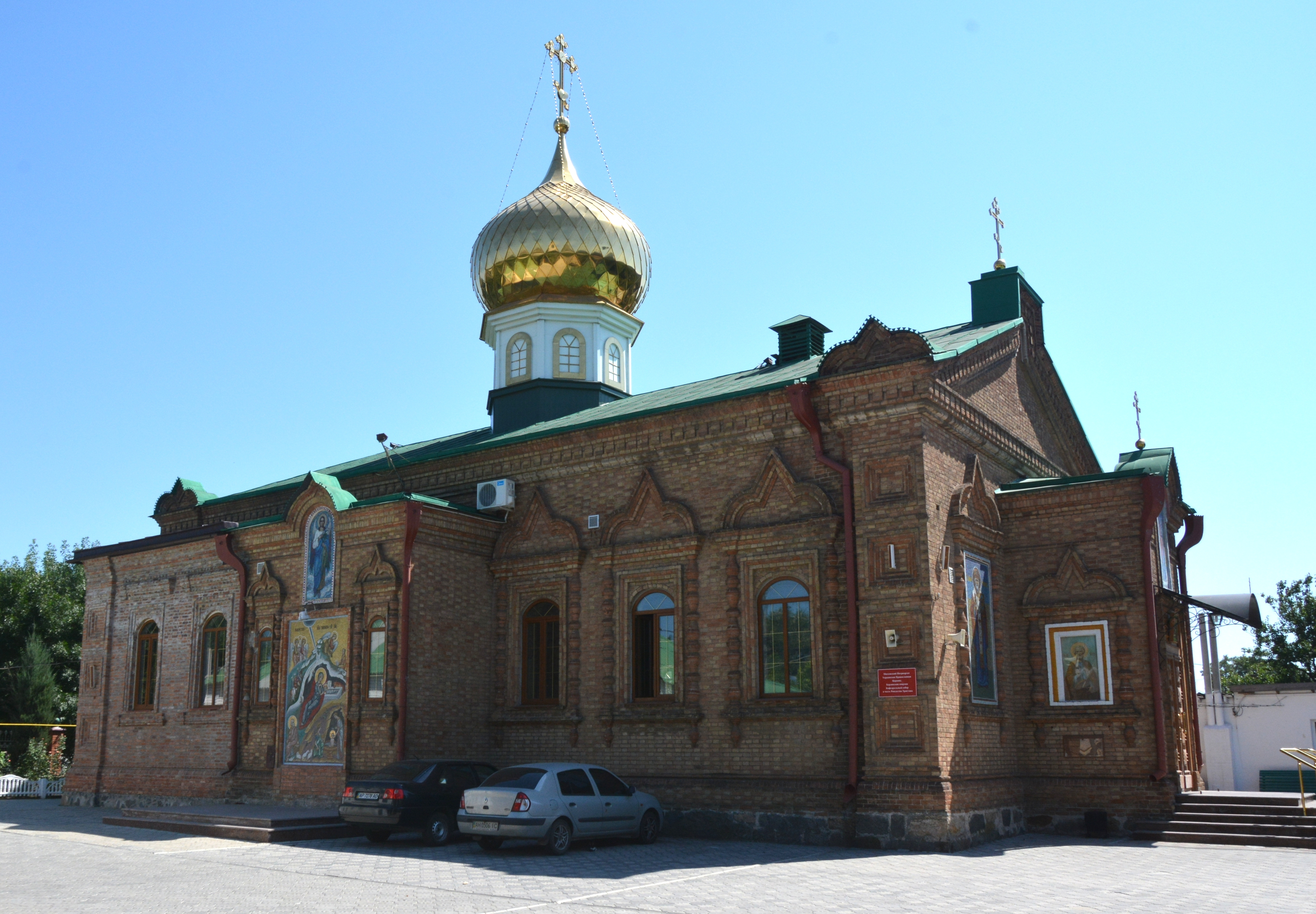
cathédrale de la Nativité classée[10],
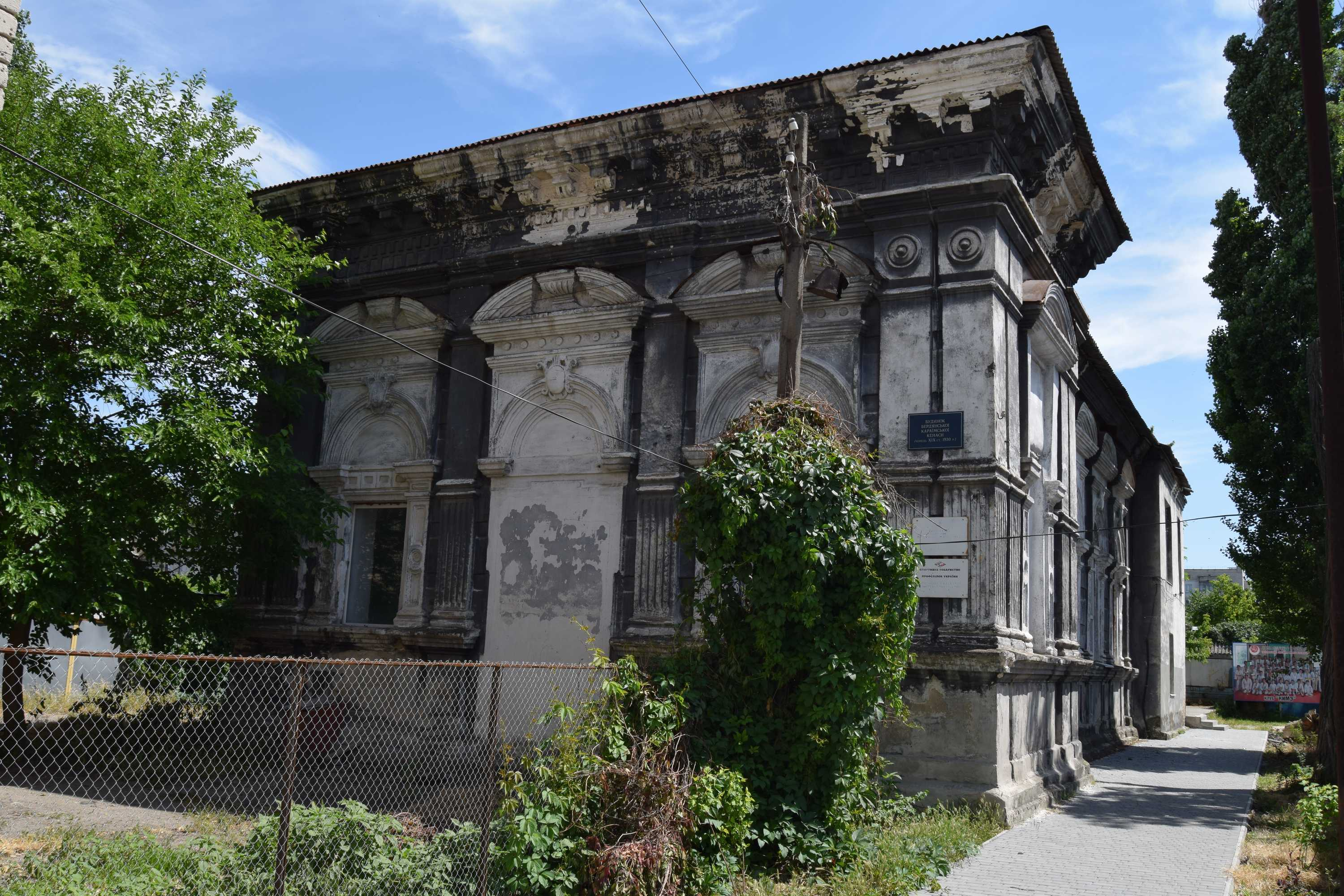
synagogue classée[11],.

## Musées
- Maison-musée Schmidt, musée consacré à la vie du lieutenant Schmidt et de sa famille.

## Jumelages
- La Seyne-sur-Mer (France)